# Hawaii Bowl 2017
Match précédent Match suivant
Le Hawai'i Bowl 2017 est un match de football américain de niveau universitaire joué après la saison régulière de 2017, le 24 décembre 2017 au Aloha Stadium à Honolulu dans l'état d'Hawaï aux États-Unis.
Il s'agit de la 16e édition du Hawaï Bowl.
Le match met en présence les équipes des Bulldogs de Fresno State issus de la Mountain West Conference et des Cougars de Houston issus de la American Athletic Conference.
Il débute à 14 h 30 locales et est retransmis en télévision sur ESPN.
Fresno State gagne le match sur le score de 33 à 27.

## Présentation du match
C'est la toute première rencontre entre ces deux équipes
| Équipes                           | Conférences | Entraîneurs           | Stats. saison rég. | Classements avant le bowl CFP-AP-Coaches |
| --------------------------------- | ----------- | --------------------- | ------------------ | ---------------------------------------- |
| Bulldogs de Fresno State          | MWC         | Jeff Tedford (en)     | 9 - 4              | NC                                       |
| Cougars de Houston                | AAC         | Major Applewhite (en) | 7 - 4              | NC                                       |
| Arbitre : Jason Autrey (Sun Belt) |             |                       |                    |                                          |

### Bulldogs de Fresno State
Avec un bilan global en saison régulière de 9 victoires et 4 défaites, Fresno State est éligible et accepte l'invitation pour participer au Hawaii Bowl de 2017.
Ils terminent 1er de la West Division de la Mountain West Conference avec un bilan en matchs de conférence de 7 victoires et 1 défaite.
Ils perdent ensuite la finale de conférence 14 à 17 contre les Broncos de Boise State.
À l'issue de la saison 2017, ils n'apparaissent pas dans les classements CFP , AP et Coaches.
Il s'agit de leur 3e participation au Hawaii Bowl :
- Défaite le 24 décembre 2012, 43 à 10 contre les Mustangs de SMU
- Défaite le 24 décembre 2014, 30 à 6 contre les Owls de Rice

### Cougars de Houston
Avec un bilan global en saison régulière de 7 victoires et 4 défaites, Houston est éligible et accepte l'invitation pour participer au Hawaii Bowl de 2017.
Ils terminent 2e de la West Division de l'American Athletic Conference derrière Memphis, avec un bilan en congférence de 5 victoires et 3 défaites.
À l'issue de la saison 2017, ils n'apparaissent pas dans les classements CFP , AP et Coaches.
Il s'agit de leur 2e participation au Hawaii Bowl :
- Défaite le 25 décembre 2003, 54 à 48 (après 3 prolongations) contre les Rainbow Warriors d'Hawaï.

## Résumé du match
Début du match à 15 h 36, fin à 19 h 17 pour une durée totale de jeu de 3 heures et 41 minutes.
Températures de 27 °C, vent de NordEst de 21 km/h, humidité de 45 %.
| QT          | Temps       | Drive       | Drive       | Drive       | Équipe      | Description de l'action | Score | Score |
| QT          | Temps       | Jeux        | Yards       | TDP         | Équipe      | Description de l'action | FRST  | HOU   |
| ----------- | ----------- | ----------- | ----------- | ----------- | ----------- | --- | ----- | ----- |
| 1           | 11:35       | 4           | 63          | 01:33       | HOU         | TD à la suite d'une course de 1 yard par DT Ed Oliver + 1 point de conversion par K Caden Novikoff                                       | 0     | 7     |
| 2           | 14:13       | 11          | 68          | 02:34       | FRST        | TD à la suite d'une course de 1 yard par QB Marcus McMaryion + 1 point de conversion par K Jimmy Camacho                                 | 7     | 7     |
| 2           | 09:45       | 9           | 60          | 03:44       | FRST        | FG de 27 yards par K Jimmy Camacho | 10    | 7     |
| 2           | 07:17       | 8           | 69          | 02:28       | HOU         | FG de 31 yards par K Caden Novikoff | 10    | 10    |
| 2           | 00:00       | 10          | 50          | 01:11       | FRST        | FG de 38 yards par K Jimmy Camacho | 13    | 10    |
| 3           | 07:57       | 10          | 45          | 04:39       | HOU         | FG de 31 yards par K Caden Novikoff | 13    | 13    |
| 3           | 04:25       | 9           | 75          | 03:36       | FRST        | TD à la suite d'une course de 6 yards par QB Marcus McMaryion + 1 point de conversion par K Jimmy Camacho                                | 20    | 13    |
| 3           | 02:54       | -           | -           | -           | HOU         | TD à la suite d'un FG adverse bloqué et retourné sur 94 yards par CB Alexander Myres 94 + 1 point de conversion par K Caden Novikoff     | 20    | 20    |
| 4           | 13:56       | 10          | 81          | 03:58       | FRST        | FG de 26 yards par K Jimmy Camacho | 23    | 20    |
| 4           | 06:00       | 13          | 66          | 05:01       | FRST        | FG de 33 yards par K Jimmy Camacho | 26    | 20    |
| 4           | 03:49       | -           | -           | -           | FRST        | TD à la suite d'une interception retournée sur 44 yards par DB Jaron Bryant + 1 point de conversion par K Jimmy Camacho                  | 33    | 20    |
| 4           | 00:45       | 16          | 76          | 03:04       | HOU         | TD de 2 yards par WR Linell Bonner à la suite d'une réception d'une passe de QB D'Eriq King + 1 point de conversion par K Caden Novikoff | 33    | 27    |
| Score final | Score final | Score final | Score final | Score final | Score final | Score final | 33    | 27    |

## Statistiques
| Meilleurs joueurs (MVPs) |                  |              |       |
|                          | Nom              | Équipe       | Poste |
| Équipe gagnante          | Marcus McMaryion | Fresno State | QB    |
| Équipe perdante          | Steven Dunbar    | Houston      | WR    |

| Statistiques par équipe                |                                                       |                                                      |
| Statistiques                           | FRST                                                  | HOU                                                  |
| 1er down                               | 26                                                    | 17                                                   |
| 1er down à la course                   | 8                                                     | 3                                                    |
| 1er down à la passe                    | 15                                                    | 13                                                   |
| 1er down suite pénalité                | 3                                                     | 1                                                    |
| Conversion de 3e down                  | 7/19                                                  | 9/19                                                 |
| Conversion de 4e down                  | 1/1                                                   | 1/2                                                  |
| Jeux–yards                             | 88 jeux pour 473 yards                                | 73 jeux pour 341 yards                               |
| Yards à la course                      | 39 courses pour 131 yards moyenne de 3,4 yards/course | 30 courses pour 72 yards moyenne de 2,4 yards/course |
| Yards à la passe                       | 342                                                   | 269                                                  |
| Passes : Réussies-Tentées-Interceptées | 33/49, 1 interception                                 | 23/43, 1 interception                                |
| Réussite en zone rouge/chances         | 5/6                                                   | 4/4                                                  |
| TD                                     |                                                       |                                                      |
| Field Goals                            | 4/6                                                   | 2/3                                                  |
| Sacks (Nombre-Yards)                   | 2 pour 10 yards adverses perdus                       | 1 pour 7 yards adverses perdus                       |
| Fumbles (Nombre/Perdus)                | 1/1                                                   | 1/1                                                  |
| Pénalités (Nombre/Yards perdus)        | 7 pour 52 yards perdus                                | 6 pour 44 yards perdus                               |
| Temps de possession                    | 33:18                                                 | 26:42                                                |

| Statistiques individuelles |                   |                                                                            |
| Quaterbacks                |                   |                                                                            |
| FRST                       | McMARYION, Marcus | 33/48 passes complétées, 342 yards, 1 interception, 0 TD, 1 sack subi.     |
| HOU                        | KING, D'Eriq      | 23/43 passes complétées, 269 yards, 1 interception, 1TD, 2 sacks subis.    |
| Meilleurs coureurs         |                   |                                                                            |
| FRST                       | HOKIT, Josh       | 11 courses pour 64 yards nets gagnés, 0 TD, moyenne de 5,8 yards/course.   |
| HOU                        | KING, D'Eriq      | 9 courses pour 38 yards nets gagnés, 0 TD, moyenne de 4:2 yards/course.    |
| Meilleurs receveurs        |                   |                                                                            |
| FRST                       | JOHNSON, Keesea   | 8 réceptions pour 95 yards gagnés, 0 TD.                                   |
| HOU                        | DUNBAR, Steven    | 10 réceptions pour 197 yards gagnés, 0 TD.                                 |
| Meilleurs tacleurs         |                   |                                                                            |
| FRST                       | ALLISON, Jeffrey  | 13 tacles dont 8 en solo, 1 touché pour perte d'1 yard adverse.            |
| HOU                        | ADAMS, Matthew    | 12 tacles dont 9 en solo, 2 touchés pour perte adverse de 2 yards, 1 sack. |